# Paul Watzlawick
Paul Watzlawick (Villach, 25 de Julho de 1921 — Palo Alto, 31 de Março de 2007) foi um dos mais notáveis teóricos da teoria da comunicação e tem importantes trabalhos ao nível das terapias familiares e na psicoterapia. É um dos fundadores da Mental Research Institute de Palo Alto (Califórnia).

## Vida e obra
Depois de ter completado os estudos fundamentais na Austria, Paul Watzlawick continuou os seus estudos na Universidade de Veneza, onde estudou Psicologia e Filologia, tendo terminado os seus estudos em 1949. De seguida trabalhou em Zurique com Carl Gustav Jung. Em 1957 continuou o seu trabalho de investigação na Universidade de El Salvador.
Em 1960, Don D. Jackson convidou-o a ser um dos fundadores do Mental Research Institute of Palo Alto.
Em Palo Alto, Watzlawick e os seus colegas desenvolveram a teoria do double bind mas o seu grande trabalho foi ao nível da teoria da comunicação, trabalho esse desenvolvido em parceria com Gregory Bateson.
Segundo Watzlawick, existem 5 axiomas na sua teoria da comunicação entre dois indíviduos. Se um destes axiomas por alguma razão não funcionar, a comunicação pode falhar.
- É impossivel não se comunicar: Todo o comportamento é uma forma de comunicação. Como não existe forma contrária ao comportamento ("não-comportamento" ou "anticomportamento"), também não existe "não-comunicação". Então, é impossível não se comunicar.

- Toda a comunicação tem um aspecto de conteúdo e um aspecto de relação: Isto significa que toda a comunicação tem, além do significado das palavras, mais informações. Essas informações são a forma do comunicador dar a entender a relação que tem com o receptor da informação.

- A natureza de uma relação está dependente da pontuação das sequências comunicacionais entre os comunicantes: Tanto o emissor como o receptor da comunicação estruturam essa comunicação de forma diferente, e dessa forma interpretam o seu próprio comportamento durante a comunicação dependendo da reacção do outro.

- Os seres humanos comunicam de forma digital e analógica: Para além das próprias palavras, e do que é dito (comunicação digital), a forma como é dito (a linguagem corporal, a gestão dos silêncios, as onomatopeias) também desempenham uma enorme importância - comunicação analógica.

- As permutas comunicacionais são simétricas ou complementares, segundo se baseiem na igualdade ou na diferença.